# Strzegowa Skała
Strzegowa Skała (458 m) –  wzniesienie i skała na Wyżynie Częstochowskiej. Znajduje się w ciągu wzgórz tworzących lewe zbocza Doliny Wodącej. W kierunku od północy na południe są to wzgórza: Śmietnik, Pociejówka, Oparanica, Zegarowe Skały, Strzegowa Skała, Grodzisko Chłopskie i Grodzisko Pańskie. 
Wzgórze porasta las, ale u jego zachodnich podnóży (od strony Doliny Wodącej) znajduje się duża Strzegowa Skała, a w niej na wysokości około 1 m nad ziemią otwór dużej Jaskini Psiej. W skałach Strzegowej jest jeszcze druga jaskinia – Jaskinia Jasna w Strzegowej, będąca obiektem wspinaczki skalnej. 

## Piesze szlaki turystyczne
Podnóżami Strzegowej Skały oraz jej grzbietem prowadzą 3 szlaki turystyczne:
 Szlak Orlich Gniazd: Olkusz – ruiny zamku w Rabsztynie – Januszkowa Góra – Jaroszowiec Olkuski – Golczowice – Bydlin – Zegarowe Skały – ruiny zamku w Smoleniu – Pilica
 Szlak Warowni Jurajskich: Wolbrom – Dłużec – Zegarowe Skały – Ryczów – Podzamcze – Ogrodzieniec
 Szlak Jaskiniowców: Smoleń – ciąg wzgórz nad Doliną Wodącej – Strzegowa. Utworzony 2005 roku szlak o długości dziesięciu kilometrów, łączący najciekawsze turystycznie miejsca grupy.